# وادي الترابة
وادي الترابة (بالعبرية: נחל סמר-ناحل سَمَر‏) هو وادٍ يقع في شمال بادية الخليل، ضمن حدود محمية وادي قانا . سمي بهذا الاسم نسبةً إلى طبيعة تربته ومجراه الترابي، تنبع مياهه من عين التُرابة، ويصب في البحر الميت.

## مسار الوادي
يبدأ وادي التُرابة مساره من الطرف الشمالي الغربي لعين التُرابة، الواقعة شمال غرب منحدرات درجات (بالعبرية: מצוקי דרגות‏) في شمال بادية الخليل . ينحدر مجرى الوادي باتجاه الشرق، منحدرًا من منحدرات درجات نحو جرف الانكسار الذي يميّز تضاريس المنطقة. يعبر الوادي الأراضي الشرقية من الصحراء، متجهًا من منحدرات درجات إلى منطقة رأس الفشخة ومنها نحو جبل النبي موسى.
على بُعد نحو 100 متر شرقًا، يصل الوادي إلى جرف الانكسار، حيث تتشكّل شلالات مرتفعة لكنها ضيقة. عند مصب الوادي تتكوّن مروحة طينية صغيرة، تنتشر على امتدادها ينابيع مياه تُعرف باسم عين التُرابة.
تُعد هذه الينابيع من ينابيع الانكسار، وتتميّز بتدفق مائي غزير على مدار العام، يُقدّر بعدة ملايين متر مكعب سنويًا. وتوجد في الموقع منشأة حفر ومحطة ضخ مخصصة لاستغلال مياه الينابيع، بينما تتركز ينابيع المياه العذبة في الجهة الجنوبية من محطة الضخ.

## محيط الوادي
في عام 1935، اكتشف عالم الآثار ج. س. بليك حصنًا بالقرب من مجرى الوادي. وقد أجرى عالم الآثار بيساح بار-آدون حفريات إضافية في الموقع خلال ستينيات القرن العشرين. يُؤرخ المبنى المُكتشف إلى القرن الثامن أو السابع قبل الميلاد.

## النباتات حول الوادي
بالقرب من الجدول ، يُمكن رؤية قصب المكانس، والذي سُميت المجموعة الشمالية من الينابيع باسمه. بالإضافة إلى ذلك، تنمو في منطقة الجدول أشجار بلوطة إبراهيم، والقصب، وسنط ملتوي بالقرب من عيون الوادي. كما تُعدّ المنطقة المحمية موطنًا لأكبر عدد من سحلبيّة أوراق الخربق في فلسطين.